# Burgstall Essigkrug
Der Burgstall Essigkrug bezeichnet eine abgegangene mittelalterliche Spornburg auf dem „Essigkrug“ 50 Meter über dem Taubertal unmittelbar südlich von Rothenburg ob der Tauber im Landkreis Ansbach in Bayern.

## Geschichte
Vermutlich war die Burg die von den Grafen von Comburg-Rothenburg gegründete Vorgängeranlage der etwas nördlich gelegenen staufischen Reichsburg Rothenburg. Bestätigt wird dies durch eine Schriftquelle aus dem Jahr 1339, in der ein Berg „Alteburg“ beim Hospital erwähnt wird. Zudem stammen die auf der Burgfläche getätigten Keramikfunde aus dem 11./12. Jahrhundert.
In der 2. Hälfte des 11. Jahrhunderts gründeten die Grafen von Komburg in Rothenburg eine Burg, nachdem sie 1075/78 ihren Stammsitz Komburg in ein Benediktinerkloster umgewandelt hatten. Verantwortlich für den Burgenbau dürfte der letzte der Grafen, der 1116 gestorbene Heinrich, gewesen sein. Das Schicksal der Burg nach der Errichtung der Reichsburg Rothenburg weiter nördlich im Jahr 1142 ist unklar. Nach einer Nachricht aus dem ersten Viertel des 16. Jahrhunderts soll eine Burg auf dem Essigkrug 1356 durch ein Erdbeben zerstört worden sein. Dabei hätte es sich um das sogenannte Basler Erdbeben gehandelt, das damals ganz Südwestdeutschland erschütterte und Basel zerstörte. Die Keramikfunde sprechen aber für ein Ende der Burg ungefähr gleichzeitig mit der Errichtung der Reichsburg.

## Beschreibung
Die Burgstelle „Essigkrug“ liegt auf einem nach Westen gerichteten Sporn an der Südwestecke der Rothenburger Stadtbefestigung. Das dreieckige Areal ist 70 m lang und im Osten 50 m breit. Eine topographische Trennung vom östlich anschließenden Hochplateau erfolgte erst durch Steinbrucharbeiten im 19. Jahrhundert.
Von der Befestigung sind noch Spuren vorhanden. Früher erwähnte Wallstrukturen im Osten und im Norden sind heute allerdings nicht mehr nachvollziehbar. An der Südkante verläuft noch streckenweise ein Randwall, in dem die Fundamente einer 1,20 m breiten Mauer stecken sollen. Ein zu vermutender Halsgraben im Osten zeichnet sich möglicherweise auf einer winterlichen Luftbildaufnahme als 6–8 m breiter, schneefreier Streifen ab, was durch eine geophysikalische Prospektion aber nicht bestätigt werden konnte. Bei dieser wurden aber Mauerteile und ein mögliches Turmfundament nachgewiesen. Diese lassen sich allerdings kaum als Burganlage deuten, vielmehr scheinen sie Überreste einer neuzeitlichen Artilleriestellung zu sein. Eine solche ist auf einem Plan von 1781 angedeutet.